# カミッロ (小惑星)
カミッロ (3752 Camillo) は、アポロ群の小惑星。軌道傾斜角が大きいのと自転周期が長いのが特徴。
フランスのアルプ＝マリティーム県コーソルで発見された。Lutz D. SchmadelのDictionary of Minor Planet Namesではローマの王Turnoの息子および、発見者マリア・バルッチの息子の名だとしている。